# Taşköprü, Sultandağı
Taşköprü là một xã thuộc huyện Sultandağı, tỉnh Afyonkarahisar, Thổ Nhĩ Kỳ. Dân số thời điểm năm 2011 là 133 người.